# Chatenay-Vaudin
Chatenay-Vaudin ist eine französische Gemeinde mit 46 Einwohnern (Stand: 1. Januar 2022) im Département Haute-Marne in der Region Grand Est. Sie gehört zum Arrondissement Langres und zum Kanton Langres.

## Geografie
Die Gemeinde Chatenay-Vaudin liegt zehn Kilometer östlich von Langres oberhalb des Liez-Stausees und unweit der Marne-Quelle. Sie ist umgeben von folgenden Nachbargemeinden:
| Lecey         |                                             | Celsoy       |
|               | Kompassrose, die auf Nachbargemeinden zeigt | Haute-Amance |
| Saint-Maurice | Culmont                                     |              |

## Bevölkerungsentwicklung
| Jahr                       | 1962 | 1968 | 1975 | 1982 | 1990 | 1999 | 2008 | 2018 |
| -------------------------- | ---- | ---- | ---- | ---- | ---- | ---- | ---- | ---- |
| Einwohner                  | 80   | 79   | 63   | 47   | 42   | 58   | 59   | 50   |
| Quellen: Cassini und INSEE |      |      |      |      |      |      |      |      |